# BirGün
BirGün (deutsch „Ein Tag“) ist eine landesweit vertriebene türkische Tageszeitung. Die in Istanbul produzierte Zeitung steht Gewerkschaften sowie der SOL Parti nahe. Sie kritisiert sowohl die Politik der regierenden islamisch-konservativen Partei für Gerechtigkeit und Aufschwung (AKP) und auch die derzeitige Opposition. Das auf dem Titelkopf gedruckte Motto der Zeitung lautet Halkın Gazetesi („Zeitung des Volkes“).

## Geschichte
BirGün wurde 2004 von einer Gruppe Intellektueller gegründet und wird von Gewerkschaften, Ingenieur- und Architektenkammern wie auch sozialistischen Parteien unterstützt. Die Zeitung ist eine der wenigen Blätter, die Unabhängig von großen Konzernen sind, sie beklagt allerdings Schwierigkeiten beim Vertrieb und im Anzeigengeschäft aufgrund dieser Tatsache.
Neben bekannten linken Autoren fanden bei BirGün auch immer wieder Journalisten aus größeren Medienhäusern ein Refugium, die aus politischen Gründen dort nicht mehr arbeiten konnten, so etwa Ece Temelkuran, Bülent Mumay oder İrfan Değirmenci. Auch der türkisch-armenische Journalist Hrant Dink gehörte zu den regelmäßigen Autoren der Zeitung.
Die Zeitung macht immer wieder durch kämpferische, teils auch ironische Titelseiten und Schlagzeilen von sich reden.
Im März 2016 wurde der Chefredakteur Barış İnce wegen Beleidigung des Staatsoberhaupts Recep Tayyip Erdoğan in erster Instanz zu 21 Monaten Haft verurteilt. Anlass war ein Artikel in der BirGün, in dem er in einem Akrostichon eine Kritik an Erdoğan versteckt hatte.
Im August 2017 wurde gegen den Herausgeber der Zeitung, Burak Ekici, Haftbefehl erlassen. Er wird beschuldigt, der Gülen-Bewegung anzugehören.
Seit 2016 erscheint ein Teil der Artikel im Internet als BirGün Daily auch auf Englisch.